# 板東晴
板東 晴（ばんどう はる、1989年9月28日 - ）は、日本の女優、ファッションモデルである。ネイムマネジメント所属。

## 出演

### テレビドラマ
- リーガル・ハイ 第6話（2012年5月22日、フジテレビ） - 小松凛 役
- 世にも奇妙な物語（フジテレビ）
  - 世にも奇妙な物語'11秋の特別編 「ベビートークA錠」（2011年11月26日） - 銀行員2 役
  - 世にも奇妙な物語'12春の特別編 「試着室」（2012年4月21日） - 沼田知美 役

### WEBドラマ
- Re：涙雨（2008年10月1日 - 全30話、魔法のiらんどTV） - 古館りか 役

### 映画
- 夜のピクニック（2006年9月30日、ムービーアイ / 松竹）- 真希 役
- R246 STORY 「CLUB 246」（2008年8月23日、ゴー・シネマ） - 糸井サクラ 役
- 映画 桜蘭高校ホスト部（2012年03月17日、ソニー・ピクチャーズ エンタテインメント） - 満山香南 役
- セイジ-陸の魚-（2012年2月18日、ギャガ / キノフィルムズ） - りつ子 役[注 1]

### CM
- 旭硝子 「硝子のストーリー」（2004年） - 硝子 役[注 2]
- Panasonic
  - VIERA（2005年）
  - VIERAケータイ（2010年）
- AC JAPAN
  - NHK 公共マナー（2012年）[1]
  - 日本臓器移植ネットワーク（2014年）
- 日本生命保険 企業（2012年）
- SUNTORY サントリー角瓶（2012年 - 2013年）
- HONDA ECOWILL（2013年）
- オープンハウス 「犬のジョンシリーズ」（2013年）
- ユニ・チャーム ソフィソフトタンポン（2013年）
- 明治 明治ブルガリアヨーグルト（2014年3月 - ）

### 広告
- 京都光華女子大学イメージガール（2010年）

### PV
- JUJU 「ありがとう」（2012年10月10日）